# My Fair Lady (film)

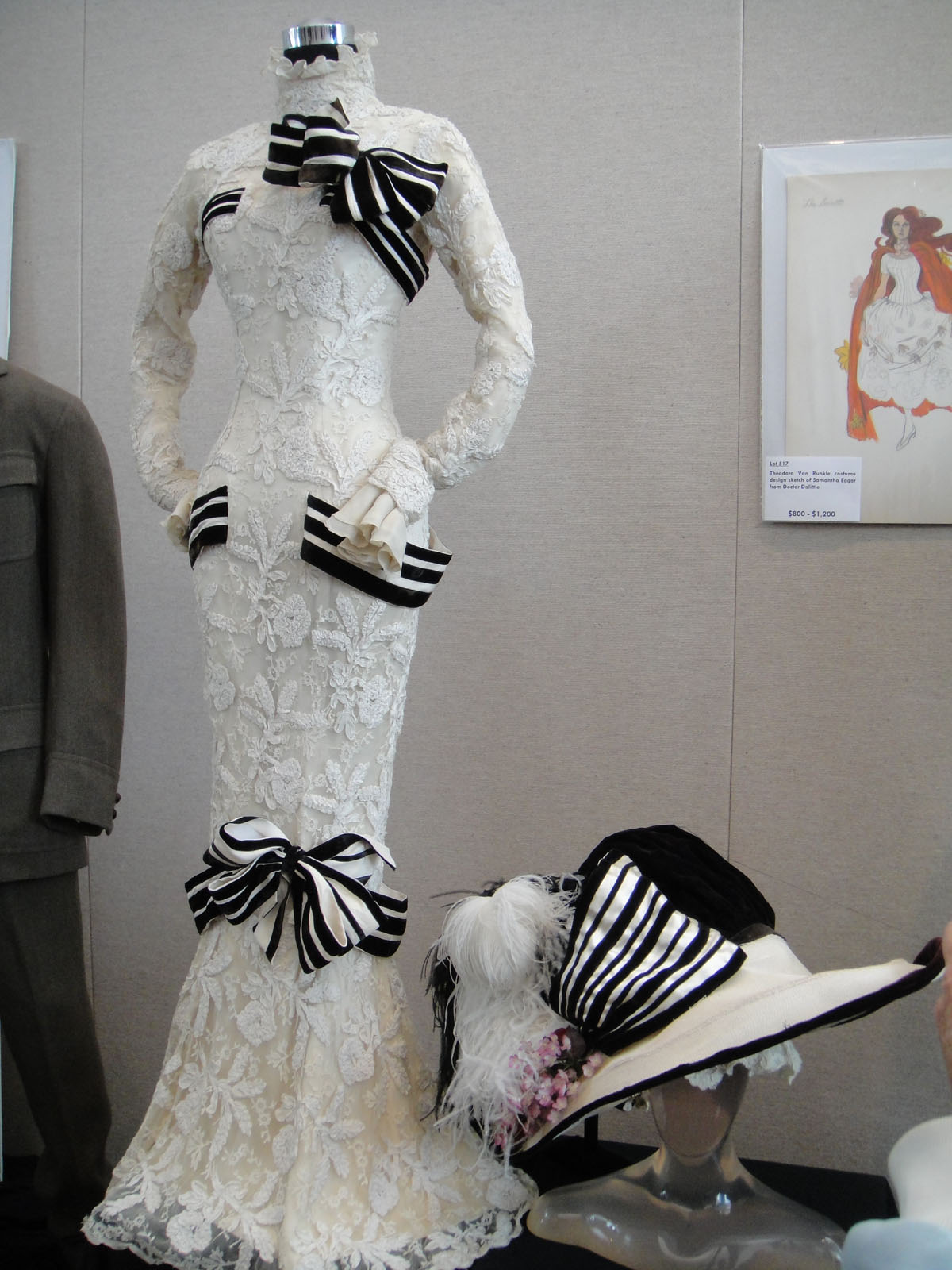
Klänning buren av Audrey Hepburn i filmen.

My Fair Lady är en amerikansk musikalfilm från 1964 i regi av George Cukor. Filmen är baserad på musikalen med samma namn från 1956, vilken i sin tur bygger på George Bernard Shaws komedi Pygmalion. I huvudrollerna ses Audrey Hepburn, Rex Harrison, Stanley Holloway och Wilfrid Hyde-White. Filmen placerade sig på åttonde plats på listan AFI's Greatest Movie Musicals.

## Handling
Professorn i fonetik, Henry Higgins, slår vad om att han kan slipa bort blomsterflickan Elizas gräsliga londondialekt så att hon istället talar belevat. Under några månader får hon därför flytta in hos Higgins för att öva sig. Den buttre och arrogante Higgins förälskar sig så småningom i den förtjusande Eliza.

## Om filmen
I teaterversionen spelade Julie Andrews huvudrollen, men filmbolaget ville trots kraftigt lobbyarbete av Lerner inte engagera en skådespelare som var knuten till teatern, därför gav man rollen till Audrey Hepburn. Andrews skulle få revansch då hon vann Oscar för bästa kvinnliga huvudroll för sin roll som Mary Poppins.
Filmen vann åtta Oscar vid Oscarsgalan 1965: bästa film, bästa manliga huvudroll, bästa regi, bästa foto (färg), bästa scenografi (färg), bästa kostym (färg), bästa ljud och bästa originalmusik. Den vann även tre Golden Globes.

## Rollista i urval
- Audrey Hepburn - Eliza Doolittle
  - Marni Nixon - Elizas sångröst
- Rex Harrison - Professor Henry Higgins
- Stanley Holloway - Alfred P. Doolittle
- Wilfrid Hyde-White - Överste Hugh Pickering
- Gladys Cooper - Mrs. Higgins
- Jeremy Brett - Freddy Eynsford-Hill
  - Bill Shirley - Freddys sångröst
- Theodore Bikel - Zoltan Karpathy
- Mona Washbourne - Mrs. Pearce, Higgins hushållerska
- Isobel Elsom - Mrs. Eynsford-Hill
- John Holland - Butlern
- Henry Daniell - den Brittiska ambassadören (ej krediterad, Daniell spelade in sin korta scen och dog av en hjärtattack samma kväll på My Fair Ladys inspelningsplats. Efter hans död kortades hans roll ned.)
- Charles Fredericks - Kungen i Elizas fantasi (ej krediterad)
- Queenie Leonard - Cockney-åskådare (ej krediterad)
- Moyna MacGill - Lady Boxington (ej krediterad)
- Alan Napier (ej krediterad)

## Musiknummer i filmen
1. "Overture" – spelad av orkester.
2. "Why Can't the English Learn to Speak?" – framförd av Rex Harrison, Wilfrid Hyde-White & Audrey Hepburn.
3. "Wouldn't It Be Loverly?" – framförd av Audrey Hepburn (dubbad av Marni Nixon) & kör.
4. "An Ordinary Man" – framförd av Rex Harrison.
5. "With a Little Bit of Luck" – framförd av Stanley Holloway, John Alderson, John McLiam & kör.
6. "Just You Wait" – sjungs av Audrey Hepburn (delvis dubbad av Marni Nixon) & Charles Fredericks.
7. "Servants Chorus" – sjungs av Mona Washbourne och kör.
8. "The Rain in Spain" – framförd av Rex Harrison, Wilfrid Hyde-White & Audrey Hepburn (delvis dubbad av Marni Nixon).
9. "I Could Have Danced All Night" – framförd av Audrey Hepburn (mestadels dubbad av Marni Nixon), Mona Washbourne & kör.
10. "Ascot Gavotte" – sjungs av kör.
11. "Ascot Gavotte (Reprise)" – sjungs av kör.
12. "On the Street Where You Live" – sjungs av Jeremy Brett (dubbad av Bill Shirley).
13. "Intermission" – spelad av orkester.
14. "Transylvanian March" – spelad av orkester.
15. "Embassy Waltz" – spelad av orkester.
16. "You Did It" – framförd av Rex Harrison, Wilfrid Hyde-White & kör.
17. "Just You Wait (Reprise)" – sjungs av Audrey Hepburn.
18. "On the Street Where You Live" (reprise) – sjungs av Jeremy Brett (dubbad av Bill Shirley).
19. "Show Me" – sjungs av Audrey Hepburn (dubbad av Marni Nixon) & Jeremy Brett (dubbad av Bill Shirley).
20. "Wouldn't It Be Loverly" (reprise) – sjungs av Audrey Hepburn (dubbad av Marni Nixon) & kör.
21. "Get Me to the Church on Time" – framförd av Stanley Holloway, John Alderson, John McLiam & kör.
22. "A Hymn to Him (Why Can't A Woman Be More Like a Man?)" – framförd av Rex Harrison & Wilfrid Hyde-White.
23. "Without You" – sjungs av Audrey Hepburn (dubbad av Marni Nixon) & Rex Harrison.
24. "I've Grown Accustomed to Her Face" – framförd av Rex Harrison.
25. "Finale" – spelad av orkester.